# Sokolovka (Kursk)
|  | Per a altres significats, vegeu «Sokolovka». |

Sokolovka (en rus: Соколовка) és un poble de l'óblast de Kursk, a Rússia, que en el cens del 2010 tenia 70 habitants. Pertany al districte rural de Gorxétxnoie.